# Консенсус

Консенсус означава общо съгласие между членовете на дадена група или общност. Процесът на постигане на консенсус подразбира внимателно зачитане на мнението на всеки член на групата и колективно доверие в личната преценка на всеки член за следващите му действия. В идеалния случай, тези, които желаят да предприемат някакво действие, желаят да изслушат тези, които са против, тъй като разчитат, че последвалият дебат ще подобри консенсуса.
Световната търговска организация например, която е приела консенсуса като основен инструмент в дейността си, в своите документи цитира определението от ISO/IEC Ръководство 2 на ISO/IEC Стандартизация и свързани с нея дейности. Общ речник :
| Консенсус е общо съгласие, което се характеризира с липсата на настоятелно поддържани възражения по съществени въпроси от по-голямата част от заинтересованите и което е постигнато чрез процедура, стремяща се да отчете становищата на всички страни и да сближи несъвпадащите гледни точки. |

## Консенсусът като колективно мислене
Има едно голямо количество материали и изследвания, както върху колективната интелигентност, така и върху консенсусното взимане на решения.
Близко определение на консенсуса може да бъде колективното мнение на дадена група, но не трябва да се пропуска, че може да има определени различия измежду мненията на членовете, както и измежду тяхната готовност да спазват приетото решение.
Консенсусът често подразбира приемане на компромиси. Вместо приемане на дадено решение с мнозинство, противниците постигат съгласие (често чрез посредничество) докато се вземе взаимно съгласувано решение. Ако това се прави по чисто методологичен начин, резултатът ще бъде обикновено спазаряване: ние ще приемем нещо, ако вие приемете нещо друго. Истинският консенсус обикновено изисква по-голямо съсредоточаване върху взаимоотношенията между противниците, така че компромисите, които те приемат, се основават на желание за съгласие и добра воля.

## Примери на липса на консенсус
Интересното е, че процесът на рецензиите в повечето научни списания не включва консенсуса като основен процес. Мненията са индивидуални и не се основават на силния стремеж към постигане на общо съгласие.